# Masters de Indian Wells 1982
El 1982 Congoleum Classic fue la 7.ª edición del Abierto de Indian Wells, un torneo del circuito ATP. Se llevó a cabo en las canchas duras de La Quinta (California), en California (Estados Unidos), entre el 15 de febrero y el ¿? año.

## Ganadores

### Individual masculino
Yannick Noah venció a  Ivan Lendl, 6–3, 2–6, 7–5

### Dobles masculino
Brian Gottfried /  Raúl Ramirez vencieron a  John Lloyd /  Dick Stockton, 6–4, 3–6, 6–2